# Horst Hilpert
Horst Hilpert (* 28. November 1936 in Bexbach; † 16. Oktober 2019 ebenda) war ein deutscher Jurist und früherer Vorsitzender des Kontrollausschusses (sog. „Chefankläger“) des Deutschen Fußball-Bundes (DFB).

## Leben
Horst Hilpert war früher Präsident des Landesarbeitsgerichts des Saarlandes (1986–1999) und Präsident des Saarländischen Verfassungsgerichtshofes (1986–1995). Seit 1972 gehörte er dem DFB-Kontrollausschuss an und saß diesem als Nachfolger von Hans Kindermann von 1992 bis 2007 ehrenamtlich vor. In seine Amtszeit fielen Besonderheiten wie das Phantomtor von Thomas Helmer, die „Schutzschwalbe“ von Andreas Möller sowie der Wettskandal 2005.
Hilpert war Träger der DFB-Ehrenmedaille und seit 2004 des Bundesverdienstkreuzes (1. Klasse). Er war Ehrenmitglied des Deutschen Fußball-Bundes.
Horst Hilpert arbeitete seit seinem Austritt aus dem DFB-Kontrollausschluss an verschiedenen Büchern über das Sportrecht der Neuzeit im Gegensatz zum Sportrecht der Vergangenheit.
Er wohnte in seinem Geburtsort Bexbach.

## Schriften
- Sportrecht und Sportrechtsprechung im In- und Ausland. Verlag de Gruyter, Berlin 2007. ISBN 3-89949-383-4
- Das Fußballstrafrecht des Deutschen Fußball-Bundes (DFB) : Kommentar zur Rechts- und Verfahrensordnung des Deutschen Fußball-Bundes (RuVO) nebst Erläuterungen von weiteren Rechtsbereichen des DFB, der FIFA, der UEFA, der Landesverbände. Verlag de Gruyter, Berlin 2009. ISBN 978-3-89949-559-1
- Die Fehlentscheidungen der Fußballschiedsrichter. Verlag de Gruyter, Berlin 2010. ISBN 978-3-89949-797-7
- Was ist Sportrecht?. Lorenz-von-Stein-Inst., Kiel 2011. ISBN 978-3-936773-64-4
- Die Geschichte des Sportrechts. Boorberg, Stuttgart 2011. ISBN 978-3-415-04726-6
- Die Olympischen Spiele der Antike und Moderne im Rechtsvergleich. Boorberg, Stuttgart 2014. ISBN 978-3-415-05248-2
- Nationale und internationale Fußballrechtsprechung. Boorberg, Stuttgart 2016. ISBN 978-3-415-05775-3
- Sport- und Spielregeln von der Urzeit der Menschheit bis zur Gegenwart. Boorberg, Stuttgart 2019. ISBN 978-3-415-06616-8